# Éperviers de Sorel
Pour les articles homonymes, voir Sorel.
Les Éperviers de Sorel sont une équipe junior de hockey sur glace ayant évolué dans la Ligue de hockey junior majeur du Québec de 1969 à 1981.

## Historique
L'équipe jouait ses matchs au Colisée Cardin mais a également joué dans la patinoire de Verdun, quartier de Montréal, l'Auditorium de Verdun.
L’équipe des Éperviers de Sorel est créée en 1969 comme une des premières franchises de la LHJMQ. C’est pendant la saison 1973-1974 que la franchise connait la meilleure saison de son histoire avec un total de 117 points en 70 parties. 
En 1981, les Éperviers déménagent à Granby et deviennent les Bisons de Granby.
Le joueur des Éperviers le plus connu est Raymond Bourque, seul ancien joueur de la franchise membre du Temple de la renommée du hockey.

### Noms de la franchise
- Éperviers de Sorel : de 1969 à 1977
- Éperviers de Verdun : de 1977 à 1979
- Sorel/Verdun Éperviers : de 1979 à 1980
- Éperviers de Sorel : pour la saison 1980-1981